# Abdul Azizi Ali Rahman
Abdul Azizi Ali Rahman (Brunéi; 17 de febrero de 1987) es un futbolista de Brunéi que juega en la posición de delantero centro con el DPMM FC II de la Superliga de Brunéi desde el año 2025.

## Carrera

### Club
| Periodo   | Club       |
| --------- | ---------- |
| 2009–2018 | MS ABDB    |
| 2018–2024 | DPMM FC    |
| 2019      | DPMM FC II |
| 2025–     | DPMM FC II |

### Selección nacional
Abdul Azizi debutó con Brunéi en la victoria por 1-0 ante Taiwán el 12 de marzo de 2015 entrando de cambio por su hermano Azwan Ali Rahman en el minuto 75 por la clasificación de AFC para la Copa Mundial de Fútbol de 2018. En su segundo partido internacional entró de cambio por el lesionado Fakharrazi Hassan al minuto 22 el 17 de marzo en la derrota por 0–2 ante el mismo rival, quedando fuera del mundial de Rusia 2018.
Abdul Azizi anotó su primer gol internacional en la derrota por 1-6 ante Camboya en un partido amistoso en Phnom Penh el 3 de noviembre de 2015. Al año siguiente participó en la Copa Suzuki AFF 2016 y en la Copa Solidaridad de la AFC 2016.
Abdul Azizi fue convocado por Robbie Servais para la clasificación de AFC para la Copa Mundial de Fútbol de 2022 en junio de 2019, pero Abdul Azizi rechazó la convocatoria por razones desconocidas. En marzo de 2022 Abdul Azizi volvió a la selección en la derrota por 2-3 en un partido amistoso ante Laos en Vientiane. Dos meses después entró de cambio en la derrota por 0-4 ante Malasia en Kuala Lumpur el 27 de mayo. El 21 de septiembre también jugó en la derrota por 0-3 en un amistoso ante Maldivas. A la semana siguiente jugó en la victoria por 1-0 sobre Laos .
El 5 de noviembre de 2022 Azizi anotó dos goles en la victoria por 6–2 sobre Timor Oriental por la clasificación a la AFF Mitsubishi Electric Cup 2022 en Bandar Seri Begawan. En el segundo partido entró de cambio en la derrota por 0-1, pero Brunei clasificó al torneo con un marcador global de 6–3. Azizi jugó en tres partidos del torneo regional ante Tailandia, Filipinas e Indonesia, todos ellos fueron derrotas.
El 11 de septiembre de 2023 Azizi entró de cambio en el segundo tiempo por Abdul Mu'iz Sisa en la derrota por 0-10 ante Hong Kong. Fue convocado para los partidos ante Indonesia por la clasificación de AFC para la Copa Mundial de Fútbol de 2026, donde fue titular en el partido jugado en el Hassanal Bolkiah National Stadium del 17 de octubre donde jugó 60 minutos antes de ser reemplazado por Hariz Danial Khallidden en la derrota por 0–6.

## Logros

### Club
MS ABDB
- Brunei Super League (3): 2015, 2016, 2017–18
- Brunei FA Cup (7): 2010, 2013, 2014, 2015, 2016, 2022, 2025
- Singapore Premier League (1): 2019

### Individual
- Medalla del Servicio General (Fuerzas Armadas)
- Medalla Dorada del Júbilo de la Real Fuerza Armada de Brunéi (31 de mayo de 2011)
- Medalla Diamante del Júbilo de la Real Fuerza Armada de Brunéi (31 de mayo de 2021)
- Goleador de la Brunei Super League (2): 2016, 2017–18
- Mejor jugador de la Brunei Super League (1): 2015